# Поліція Токіо (телесеріал)
«Поліція Токіо» (англ. Tokyo Vice) — кримінальний телесеріал, заснований на однойменній книзі 2009 Джейка Адельштейна.
В червні 2022 року телесеріал було продовжено на другий сезон.

## Сюжет
Дія відбувається наприкінці 1990-х, американський журналіст Джейк Адельштейн переїжджає до Токіо, щоб розповісти про корупцію в одній токійській поліцейській дільниці.

## У ролях
| Актор            | Роль                                |
| ---------------- | ----------------------------------- |
| Енсел Елгорт     | Джейк Адельштейн журналіст          |
| Кен Ватанабе     | Хірото Катагірі детектив            |
| Рейчел Келлер    | Саманта американська емігрантка     |
| Елла Рампф       | Поліна емігрантка зі Східної Європи |
| Ямашита Томохіса | Акіра                               |
| Рінко Кікучі     | Емі начальниця Адельштейна          |
| Хідеакі Іто      | Джин Міямото                        |
| Шо Касамацу      | Сато                                |
| Шун Сугата       | Ішіда                               |
| Масато Хагівара  | Дюк                                 |
| Косуке Тойохара  | Баку                                |
| Аюмі Іто         | Місакі                              |
| Аюмі Таніда      | Тозава                              |
| Ноемі Накаї      | Луна                                |

## Виробництво

### Розробка
У 2013 році проект був задуманий як фільм із Деніелом Редкліффом у ролі Адельштейна. У червні 2019 року проект був перетворений на телесеріал, WarnerMedia замовила 10 епізодів для потокової трансляції на сервісі HBO Max. Енсел Ельгорт став одним із виконавчих продюсерів серіалу, а режисером — Дестін Деніел Креттон. У жовтні 2019 року Майкл Манн став режисером пілотного епізоду; Манн також буде виконавчим продюсером серіалу. Прем’єра серіалу запланована на 7 квітня 2022 року, перші три епізоди вийдуть відразу, а потім дві серії щотижня до фіналу сезону 28 квітня 2022 року.

### Кастинг
Енсела Елгорта було обрано на головну роль. У вересні 2019 року до акторського складу приєднався Кен Ватанабе. У лютому 2020 року до акторського складу приєдналися Одеса Янг та Елла Рампф. У березні 2020 року було оголошено, що до акторського складу приєдналася Рінко Кікучі і що зйомки почалися в лютому в Токіо. У жовтні 2020 року Рейчел Келлер замінила Одесу Янг.
У вересні 2021 року Ямашита Томохіса, Хідеакі Іто, Шо Касамацу, Шун Сугата, Масато Хагівара, Косуке Тойохара та Аюмі Таніда приєдналися до акторського складу.

### Зйомки
Основні зйомки серіалу почалися 5 березня 2020 року. Зйомки були зупинені 17 березня 2020 року через пандемію COVID-19. Виробництво було відновлено 26 листопада 2020 року та завершено 8 червня 2021 року.